# ダリオ・ジュパリッチ
ダリオ・ジュパリッチ（Dario Župarić、1992年5月3日 - ）は、クロアチア出身のサッカー選手。ポートランド・ティンバーズ所属。ポジションはDF。

## クラブ経歴
地元クラブでのプレーを経て、HNKツィバリア・ヴィンコヴツィでプロキャリアをスタート。
2013年6月、クラブ史上最高額の移籍金70万ユーロでデルフィーノ・ペスカーラ1936に移籍した。
2017年1月、2018年6月までの契約でHNKリエカにレンタル移籍したが、レンタル期間中に完全移籍し2020年6月までの契約を結んだ。
2019年11月20日、メジャーリーグサッカーのポートランド・ティンバーズに加入することが発表された。なお年末まではHNKリエカにレンタルの形で残留した。

## 代表歴
U-19ボスニア・ヘルツェゴビナ代表で3キャップを記録している。クロアチア生まれにもかかわらず、ボスニア・ヘルツェゴビナ代表でプレーすることを選んだのは、両親がボスニア・ヘルツェゴビナ出身のクロアチア人であるためだった。
2011年10月、U-21クロアチア代表デビュー。

## タイトル

### クラブ
HNKリエカ
- プルヴァHNL: 2016–17
- フルヴァツキ・ノゴメトニ・クプ: 2016-17, 2018–19